# Artes visuais

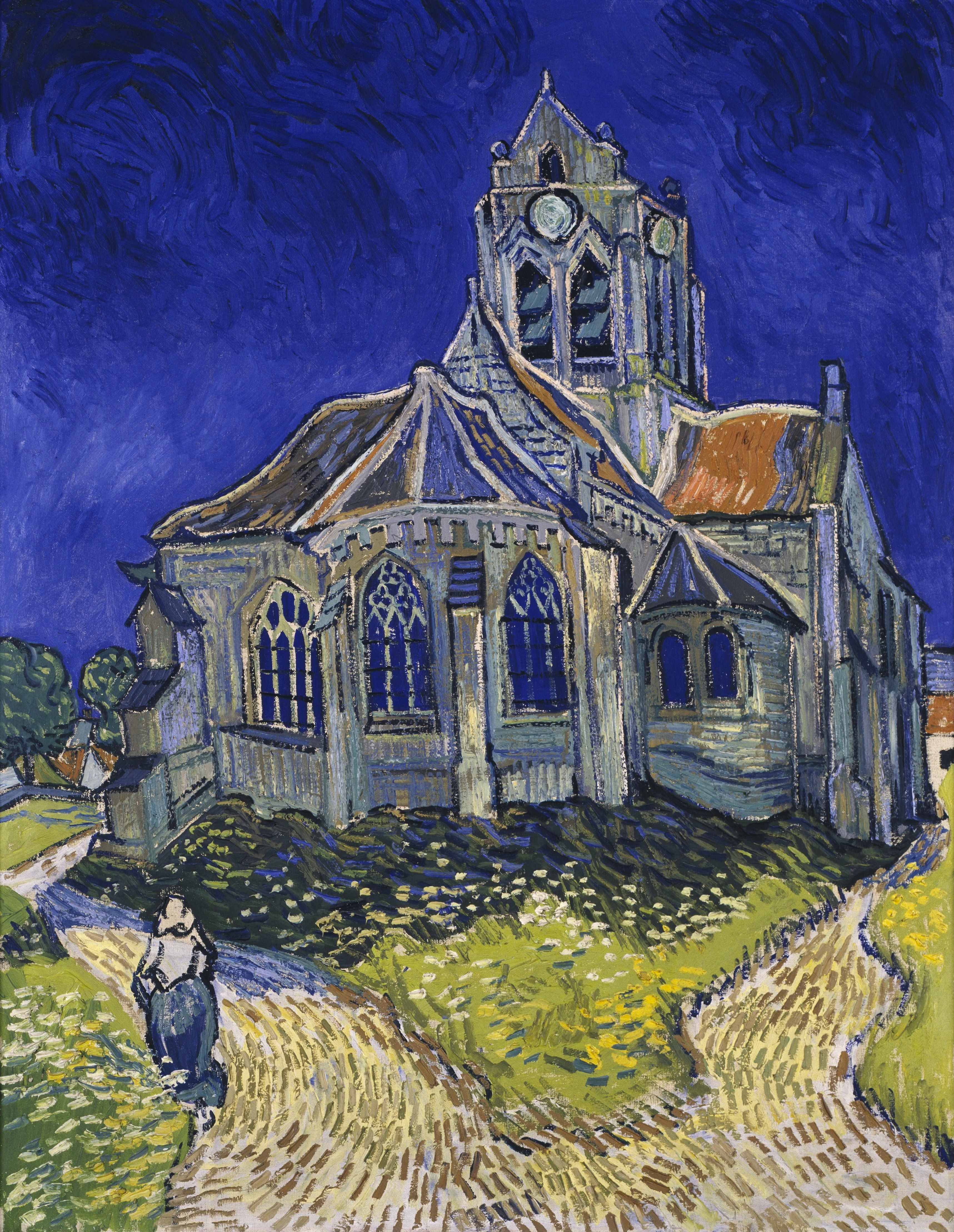
Van Gogh: A Igreja de Auvers (1890).

As Artes Visuais são as formas de arte como a cerâmica, desenho, pintura, escultura, gravura, design, artesanatos, fotografia, vídeo, produção cinematográfica e arquitetura. Muitas disciplinas artísticas (artes cênicas, arte conceitual, artes têxteis) envolvem aspectos das artes visuais, bem como artes de outros tipos. Também incluído no campo das artes visuais são as artes aplicadas tais como desenho industrial, desenho gráfico, design de moda, design de interiores e arte decorativa.
O uso atual do termo "artes visuais" inclui belas artes, bem como artes e ofícios aplicados ou decorativos, mas nem sempre foi assim. Antes do Movimento de Artes e Ofícios na Grã-Bretanha e em outros lugares na virada do século 20, o termo "artista" tinha sido por alguns séculos muitas vezes restrito a uma pessoa que trabalhava nas artes plásticas (como pintura, escultura ou gravura) e não nas artes decorativas, ofícios ou artes visuais aplicadas. A distinção foi enfatizada por artistas do Movimento de Artes e Ofícios, que valorizavam tanto as formas de arte vernacular quanto as formas elevadas. As escolas de arte faziam uma distinção entre as artes plásticas e os ofícios, sustentando que um artesão não poderia ser considerado um praticante das artes.
A tendência crescente de privilegiar a pintura, e em menor grau a escultura, acima de outras artes tem sido uma característica da arte ocidental, bem como da arte do Leste Asiático. Em ambas as regiões, a pintura tem sido vista como confiando no mais alto grau na imaginação do artista e sendo a mais distante do trabalho manual – na pintura chinesa, os estilos mais valorizados eram os da "pintura erudita", pelo menos em teoria praticada por cavalheiros amadores. A hierarquia ocidental de gêneros refletia atitudes semelhantes.

## Desenho
O desenho é um meio de fazer uma imagem, ilustração ou gráfico usando qualquer uma das mais variadas ferramentas e técnicas disponíveis on-line e off-line. Geralmente envolve fazer marcas em uma superfície aplicando pressão de uma ferramenta, ou movendo uma ferramenta através de uma superfície usando meios secos, como lápis de grafite, caneta e tinta, pincéis com tinta, lápis de cor de cera, giz de cera, carvão, pastéis e marcadores. Ferramentas digitais, incluindo canetas, estiletes, que simulam os efeitos destes também são usadas. As principais técnicas utilizadas no desenho são: desenho de linhas, eclosão, eclosão cruzada, eclosão aleatória, sombreamento, rabisco, pontilhamento e mistura. Um artista que se destaca no desenho é referido como um desenhista ou desenhista.
O desenho e a pintura remontam a dezenas de milhares de anos. A arte do Paleolítico Superior inclui arte figurativa iniciada entre cerca de 40 000 e 35 000 anos atrás. Pinturas rupestres não figurativas que consistem em estênceis de mão e formas geométricas simples são ainda mais antigas. Representações rupestres paleolíticas de animais são encontradas em áreas como Lascaux, França e Altamira, Espanha na Europa, Maros, Sulawesi na Ásia, e Gabarnmung, Austrália.
No antigo Egito, desenhos a tinta em papiro, muitas vezes representando pessoas, eram usados como modelos para pintura ou escultura. Desenhos em vasos gregos, inicialmente geométricos, mais tarde desenvolvidos na forma humana com cerâmica de figura negra durante o século 7 a.C.
Com o papel se tornando comum na Europa no século 15, o desenho foi adotado por mestres como Sandro Botticelli, Rafael, Michelangelo e Leonardo da Vinci, que às vezes tratavam o desenho como uma arte por direito próprio, em vez de uma etapa preparatória para a pintura ou escultura.

## Pintura
A pintura levada ao pé da letra é a prática de aplicar pigmento suspenso em um suporte (ou meio) e um agente ligante (uma cola) em uma superfície (suporte) como papel, tela ou parede. No entanto, quando usado em um sentido artístico, significa o uso dessa atividade em combinação com desenho, composição ou outras considerações estéticas, a fim de manifestar a intenção expressiva e conceitual do praticante. A pintura também é usada para expressar motivos e ideias espirituais; Os locais desse tipo de pintura vão desde obras de arte que retratam figuras mitológicas em cerâmica até a Capela Sistina e o próprio corpo humano.

## Arquitetura
Arquitetura é o processo e o produto do planejamento, projeto e construção de edifícios ou quaisquer outras estruturas. As obras arquitetônicas, na forma material dos edifícios, são muitas vezes percebidas como símbolos culturais e como obras de arte. As civilizações históricas são frequentemente identificadas com suas realizações arquitetônicas sobreviventes.
A mais antiga obra escrita sobrevivente sobre o tema da arquitetura é De architectura, do arquiteto romano Vitrúvio no início do século 1 d.C. Segundo Vitrúvio, uma boa construção deve satisfazer os três princípios de firmitas, utilitas, venustas, comumente conhecidos pela tradução original – firmeza, comodidade e deleite. Um equivalente no inglês moderno seria:
1. Durabilidade – um edifício deve manter-se robusto e permanecer em boas condições.
2. Utilidade – deve ser adequado para os fins para os quais é usado.
3. Beleza – deve ser esteticamente agradável.

A construção primeiro evoluiu a partir da dinâmica entre necessidades (abrigo, segurança, culto, etc.) e meios (materiais de construção disponíveis e habilidades correspondentes). À medida que as culturas humanas se desenvolveram e o conhecimento começou a ser formalizado por meio de tradições e práticas orais, a construção tornou-se um ofício, e "arquitetura" é o nome dado às versões mais altamente formalizadas e respeitadas desse ofício.

## Cinema
Filmmaking é o processo de fazer um filme, desde uma concepção inicial e pesquisa, passando por roteiro, filmagem e gravação, animação ou outros efeitos especiais, edição, som e música e, finalmente, distribuição para um público; refere-se amplamente à criação de todos os tipos de filmes, abrangendo documentários, variedades de teatro e literatura no cinema, e práticas poéticas ou experimentais, e é frequentemente usado para se referir a processos baseados em vídeo também.

## Arte computacional
Os artistas visuais não se limitam mais aos meios tradicionais de artes visuais. Os computadores têm sido usados como uma ferramenta cada vez mais comum nas artes visuais desde a década de 1960. Os usos incluem a captura ou criação de imagens e formulários, a edição dessas imagens e formulários (incluindo a exploração de várias composições) e a renderização ou impressão final (incluindo impressão 3D). Arte computacional é qualquer coisa em que os computadores desempenharam um papel na produção ou exibição. Tal arte pode ser uma imagem, som, animação, vídeo, CD-ROM, DVD, videogame, site, algoritmo, performance ou instalação de galeria.
Muitas disciplinas tradicionais estão agora integrando tecnologias digitais e, como resultado, as linhas entre as obras de arte tradicionais e as obras de novas mídias criadas usando computadores foram borradas. Por exemplo, um artista pode combinar pintura tradicional com arte algorítmica e outras técnicas digitais. Como resultado, definir a arte computacional pelo seu produto final pode ser difícil. No entanto, esse tipo de arte está começando a aparecer em exposições de museus de arte, embora ainda não tenha provado sua legitimidade como uma forma em si mesma e essa tecnologia é amplamente vista na arte contemporânea mais como uma ferramenta do que uma forma como acontece com a pintura. Por outro lado, há obras computacionais que pertencem a uma nova vertente conceitual e pós-digital, assumindo as mesmas tecnologias, e seu impacto social, como objeto de investigação.
O uso do computador borrou as distinções entre ilustradores, fotógrafos, editores de fotos, modeladores 3D e artistas artesanais. Sofisticados softwares de renderização e edição levaram a desenvolvedores de imagens multi-qualificados. Os fotógrafos podem se tornar artistas digitais. Ilustradores podem se tornar animadores. O artesanato pode ser auxiliado por computador ou usar imagens geradas por computador como modelo. O uso de clip-arts por computador também tornou a distinção clara entre artes visuais e layout de página menos óbvia devido ao fácil acesso e edição de clip-art no processo de paginação de um documento, especialmente para o observador não qualificado.

## Artes plásticas
Artes plásticas é um termo para formas de arte que envolvem a manipulação física de um meio plástico por moldagem ou modelagem, como escultura ou cerâmica. O termo também tem sido aplicado a todas as artes visuais (não literárias, não musicais)
Materiais que podem ser esculpidos ou moldados, como pedra ou madeira, concreto ou aço, também foram incluídos na definição mais restrita, uma vez que, com ferramentas apropriadas, tais materiais também são capazes de modulação. Esse uso do termo "plástico" nas artes não deve ser confundido com o uso de Piet Mondrian, nem com o movimento que ele denominou, em francês e inglês, de "neoplasticismo".

### Escultura
Escultura é uma obra de arte tridimensional criada pela formação ou combinação de material duro ou plástico, som ou texto e ou luz, geralmente pedra (rocha ou mármore), argila, metal, vidro ou madeira. Algumas esculturas são criadas diretamente por encontrar ou esculpir; outros são montados, construídos juntos e queimados, soldados, moldados ou fundidos. As esculturas são frequentemente pintadas. Uma pessoa que cria esculturas é chamada de escultor.

Por envolver o uso de materiais que podem ser moldados ou modulados, a escultura é considerada uma das artes plásticas. A maior parte da arte pública é escultura. Muitas esculturas juntas em um ambiente de jardim podem ser referidas como um jardim de esculturas. Nem sempre os escultores fazem esculturas à mão. Com o aumento da tecnologia no século 20 e a popularidade da arte conceitual sobre o domínio técnico, mais escultores se voltaram para os fabricantes de arte para produzir suas obras de arte. Com a fabricação, o artista cria um design e paga a um fabricante para produzi-lo. Isso permite que os escultores criem esculturas maiores e mais complexas a partir de materiais como cimento, metal e plástico, que eles não seriam capazes de criar à mão. As esculturas também podem ser feitas com tecnologia de impressão 3D.